# Sainte-Croix-Volvestre (tổng)
Tổng Sainte-Croix-Volvestre là một tổng của Pháp nằm ở tỉnh Ariège trong vùng Occitanie.
Tổng này được tổ chức xung quanh Sainte-Croix-Volvestre ở quận Saint-Girons. Độ cao biến thiên từ 266 m (Sainte-Croix-Volvestre) đến 693 m (Contrazy) với độ cao trung bình là 406 m.

## Hành chính
| Giai đoạn | Ủy viên         | Đảng                      | Tư cách                                       |
| --------- | --------------- | ------------------------- | --------------------------------------------- |
| 2004-2010 | Alain Bari      | Divers droite rồi đến UMP | Thị trưởng Lasserre                           |
| 1979-2004 | Pierre Fauroux  | PS                        | Thị trưởng Sainte-Croix-Volvestre (1977-2001) |
| 1950-1979 | Charles Fauroux | UDR                       | Thị trưởng Sainte-Croix-Volvestre (1945-1977) |
| 1944-1950 | Alfred Soumet   | SFIO                      | Thị trưởng Bédeille (1945-1950)               |

## Các đơn vị hành chính
Tổng Sainte-Croix-Volvestre bao gồm 12 xã với dân số 1 940 người (điều tra năm 1999, dân số không tính trùng).
| Xã                       | Dân số | Mã bưu chính | Mã insee |
| ------------------------ | ------ | ------------ | -------- |
| Bagert                   | 54     | 09230        | 09033    |
| Barjac                   | 42     | 09230        | 09037    |
| Bédeille                 | 72     | 09230        | 09046    |
| Cérizols                 | 138    | 09230        | 09094    |
| Contrazy                 | 83     | 09230        | 09098    |
| Fabas                    | 306    | 09230        | 09120    |
| Lasserre                 | 169    | 09230        | 09158    |
| Mauvezin-de-Sainte-Croix | 48     | 09230        | 09184    |
| Mérigon                  | 103    | 09230        | 09190    |
| Montardit                | 145    | 09230        | 09198    |
| Sainte-Croix-Volvestre   | 611    | 09230        | 09257    |
| Tourtouse                | 169    | 09230        | 09313    |

## Thông tin nhân khẩu
| 1962                                                     | 1968  | 1975  | 1982  | 1990  | 1999  |
| -------------------------------------------------------- | ----- | ----- | ----- | ----- | ----- |
| 1 780                                                    | 2 084 | 1 999 | 1 944 | 1 891 | 1 940 |
| Nombre retenu à partir de 1962 : dân số không tính trùng |       |       |       |       |       |